# Andrea Moser
Andrea Moser (San Candido, 4 dicembre 1988) è un ex hockeista su ghiaccio italiano, di ruolo attaccante, che ha giocato per pressoché tutta la carriera nel Cortina.

## Carriera
Moser esordì nella stagione 2007-08 con la Sportivi Ghiaccio Cortina con 10 presenze. Dopo un breve prestito nella stagione 2010-11 a Pieve di Cadore Moser rientrò al Cortina, continuando ad essere uno dei veterani della squadra. In carriera conquistò una Coppa Italia nel 2012.
Dal 2016 al 2021 è stato uno dei capitani alternativi della squadra ampezzana.
Nella stagione 2021-2022 fu vittima di diversi infortuni che lo spinsero al ritiro nel corso dell'estate successiva.

## Palmarès

### Club
- Coppa Italia: 1

Cortina: 2011-2012